# Rock allemand
Genres dérivés
Krautrock, Neue Deutsche Härte, Neue Deutsche Welle
Le rock allemand, ou deutschrock en allemand, et si genre singulier, désigne le rock interprété par des artistes et groupes allemands.

## Histoire

### Débuts
Les premiers groupes de rock allemand commençant à se faire connaître à l'étranger sont les groupes de musique planante à partir de la fin des années 1960. Ce mouvement, surnommé krautrock (en français « rock choucroute ») avait pour chef de file Tangerine Dream et Can, mais aussi Neu!, représentant actif de la scène punk. La scène hard rock s'est elle aussi fortement développée dans le pays à partir des années 1970 avec Scorpions, groupe au succès international et Accept. Dans les années 1970, le terme de Neue Deutsche Welle est développé.
Dans les années 1980 et 1990, le genre évolue et de nombreux groupes de metal font leur apparition sur le devant de la scène avec notamment Rammstein, Helloween, Gamma Ray et Blind Guardian qui acquièrent une forte popularité en Europe. Des genres nouveaux, dérivés du rock allemand, tels que la Neue Deutsche Härte (années 1990), et le punk allemand, se développent.
Depuis, la scène rock allemande s'est énormément développée jusqu'à devenir une des plus productives et des plus variées d'Europe. Son succès va en grandissant, comme en témoigne l'apparition récente de groupes comme Juli, Sportfreunde Stiller, Silbermond ou Wir sind Helden qui chantent tous leurs titres en allemand. De plus en plus de chanteuses sont également au micro.

### Depuis les années 2000
À partir des années 2000, le terme « rock allemand » désigne deux scènes divergentes. D'une part, le deutschrock signifie tout ce qui est germanophone, et peut être pris sous le terme de rock. Il désigne principalement des groupes comme Tokio Hotel, Juli, Gunslinger ou Silbermond, mais aussi des groupes plus indépendants comme Wir sind Helden und Madsen ou le Schul-Band, actif depuis les années 1980.
Le terme « deutschrock » est utilisé comme synonyme pour des groupes comme Böhsen Onkelz. La plus grande renommée du genre est atteinte par les groupes Frei.Wild et Unantastbar. De nombreux groupes de la scène punk et skinhead ont également pris le train en marche, tels que Toxpack, Krawall Brothers, Betontod ou Kärbholz.

## Artistes et groupes
- 1000 Robota
- Accept
- Adorned Brood
- Aloha from Hell
- Amon Düül
- And one
- Apollo 3
- Die Apokalyptischen Reiter
- Ash Ra Tempel
- At Vance
- Avantasia
- Beatsteaks
- Birthcontrol
- Blumfeld
- Blind Guardian
- Böhse Onkelz
- Bratze
- Can
- Cinema Bizarre
- Compressorhead
- Debbie Rockt
- Demon Thor
- Deutsch-Amerikanische Freundschaft (DAF)
- Deine Lakaien
- Die Firma
- Die Ärzte
- Die Prinzen
- Die Toten Hosen
- Disillusion
- Doro
- Edguy
- Embryo
- Einstürzende Neubauten
- Eisblume
- EL*KE
- Faust
- Feeling B
- Fräulein Wunder (de)
- Gamma Ray
- Guano Apes
- Grave Digger
- Helloween
- Hongkong syndikat
- Ideal
- J.B.O.
- Jeronimo
- Jingo de Lunch
- Joy Unlimited
- Juli
- Kadavar
- Kante
- Kettcar
- Killerpilze
- Klaus Schulze
- Knorkator
- Kraftwerk
- Kreator
- LaFee
- Liquido
- Madsen
- Lokomotive Kreuzberg
- Modern Talking
- Mono für Alle!
- Mouse on Mars
- Necronomicon
- Nektar
- Nena
- Nevada Tan
- Neu!
- Nina Hagen
- Oomph!
- Panik
- Rage
- Rammstein
- Revolverheld
- Running Wild
- Sandra
- Scorpions
- Selig
- Silbermond
- sido
- Sportfreunde Stiller
- Tangerine Dream
- Tanzwut
- TempEau
- Ton Steine Scherben
- Trigon
- Triumvirat
- Tokio Hotel
- U.D.O.
- UFO
- Wallenstein
- Westernhagen
- Warlock
- Wir sind Helden
- Wizo
- Xandria
- Xmal Deutschland
- Zodiac